# Chrosiothes proximus
Chrosiothes proximus är en spindelart som först beskrevs av O. Pickard-Cambridge 1899.  Chrosiothes proximus ingår i släktet Chrosiothes och familjen klotspindlar. Inga underarter finns listade i Catalogue of Life.